# Anouk Koevermans
Anouk Koevermans (* 2. Januar 2004) ist eine niederländische Tennisspielerin.

## Karriere
Koevermans begann mit fünf Jahren das Tennisspielen und bevorzugt Sandplätze. Sie spielt vor allem auf der ITF Women’s World Tennis Tour, wo sie bislang zwei Titel im Einzel und einen im Doppel gewinnen konnte.
2021 erhielt sie im Juli zusammen mit ihrer Partnerin Bente Spee eine Wildcard für das Hauptfeld im Damendoppel der mit 60.000 US-Dollar dotierten Amstelveen Women’s Open, wo die beiden aber bereits in der ersten Runde gegen Lexie Stevens und Wang Xiyu mit 2:6 und 3:6 verloren. Im November stand sie zusammen mit Lexie Stevens im Finale des mit 15.000 US-Dollar dotierten ITF-Turniers in Monastir, wo sie gegen Gergana Topalowa und Eliessa Vanlangendonck mit 1:6 und 2:6 verloren.
2022 stand sie im September im Finale des Dameneinzels des mit 15.000 US-Dollar dotierten ITF-Turniers im niederländischen Haren, das sie mit 5:7, 7:5 und 3:6 gegen Sina Herrmann verlor.
2023 erhielt sie im Juni eine Wildcard für die Qualifikation zum Dameneinzel der Libéma Open, ihrem ersten Turnier der WTA Tour, wo sie in der ersten Runde gegen die in der Qualifikation topgesetzte Priscilla Hon mit 0:6 und 3:6 verlor.

## Turniersiege

### Einzel
| Nr. | Datum          | Turnier   | Kategorie | Belag | Finalgegnerin               | Ergebnis      |
| --- | -------------- | --------- | --------- | ----- | --------------------------- | ------------- |
| 1.  | 26. Mai 2024   | Otočec    | ITF W50   | Sand  | Victoria Jiménez Kasintseva | 1:6, 6:4, 7:5 |
| 2.  | 3. August 2024 | Cordenons | ITF W75   | Sand  | Lucija Ćirić Bagarić        | 7:64, 6:2     |

### Doppel
| Nr. | Datum         | Turnier  | Kategorie | Belag     | Partnerin        | Finalgegnerinnen                | Ergebnis |
| --- | ------------- | -------- | --------- | --------- | ---------------- | ------------------------------- | -------- |
| 1.  | 11. März 2023 | Monastir | ITF W15   | Hartplatz | Marente Sijbesma | Angelica Raggi Jennifer Ruggeri | 6:4, 6:3 |